# Geomag

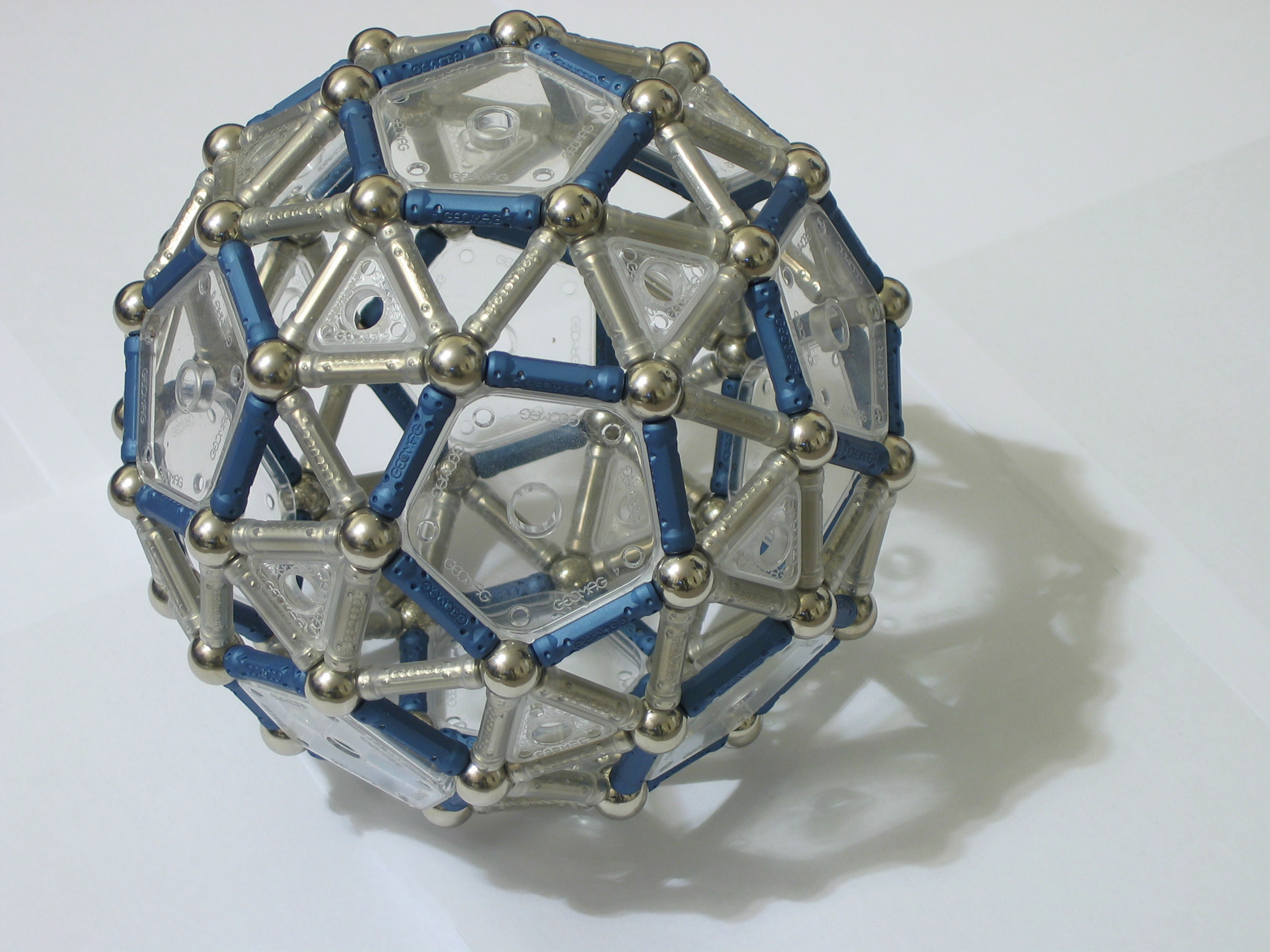
Geomag dwunastościan przycięty.

Geomag – klocki magnetyczne produkowane przez szwajcarską firmę GEOMAG SA od 1998 roku. Zabawka ta składa się głównie z niklowanych kulek (o średnicy 12,7 mm) oraz plastikowych pręcików, w wewnątrz których znajdują się dwa magnesy neodymowe położone na końcach pręcika i połączone metalową igłą. Łącząc ze sobą te dwa elementy można zbudować bardzo dużo różnych geometrycznych figur oraz innych struktur 2D i 3D. Dodatkowym elementem zabawki są panele służące do usztywnienia konstrukcji.
Konstrukcje powstają poprzez przyciąganie kulki przez magnes znajdujący się we wnętrzu pręcika. Siła tego przyciągania wynosi około 4 N.
Dzięki możliwości łatwego zbudowania i rozebrania budowli klocki Geomag mogą być wykorzystane przez dzieci jako zabawka rozwijająca wyobraźnię jak i przez dorosłych do szybkiego przedstawienia różnych projektów i modeli. Geomag jest wykorzystywany do nauki zagadnień matematycznych, fizycznych, chemicznych oraz rozwija kreatywność dziecka. W przeciwieństwie do innych tego typu zabawek, Geomag jest bardziej wytrzymały co wpływa na mniejsze prawdopodobieństwo połknięcia przez małe dzieci. 
W 2005 Geomag został nazwany Zabawką Roku przez Toy Industry Association.

## Dostępne wzory
GBaby:
- Sea
- Farm

KIDS:
- Color
- Panels
- Glow
- Pink
- Wheels
- Mechanics
- Glitter
- Black and White

PRO:
- Color
- Panels
- Metal